# Achille Lerche
Achille Lerche, né le 23 avril 1932 à Lesdain (Nord) et mort le 10 mai 2020 à Fontainebleau (Seine-et-Marne), est un aviateur français, officier général.
Général d'armée aérienne, il fut chef d'état-major de l'Armée de l'air de 1986 à 1989, puis secrétaire général de la Défense et de la Sécurité nationale de 1993 à 1995.

## Distinctions
- Grand officier de la Légion d'honneur[1],[2]
- Commandeur de l'ordre national du mérite[1]
- Croix de la Valeur militaire (3 citations)[1]
- Médaille de l'Aéronautique[1]
- Médaille d'or de la Jeunesse et des Sports[1]